# Последний солдат империи
«Последний солдат империи» — роман русского писателя Александра Проханова, в окончательной версии опубликованный в 2003 году в издательстве «Ад Маргинем».
В этом романе писатель излагает свою версию и отношение к событиям августа 1991 года и делится необычным[каким?] взглядом на распад СССР.
Главный герой романа, политический аналитик, в прошлом генерал советской разведки Виктор Белосельцев, оказывается втянутым в водоворот драматических событий,[каких?] становится их свидетелем и участником.

## История создания
Роман начат вскоре после событий августа 1991 года как самостоятельное произведение, первоначальная версия впервые была опубликована в 1993 году в журнале «Наш современник».
Спустя 10 лет, автор возвращается к работе над романом. Фактически переписанный заново, ставший, по выражению В. Бондаренко, «постмодернистским ремейком на свой же собственный роман десятилетней давности» «Последний солдат империи» публикуется в 2003 году в издательстве «Ад Маргинем».

## Место в творчестве
В окончательном варианте «Последний солдат империи» входит в цикл, называемый автором «Семикнижие красного завета», и композиционно схож с романами «Красно-коричневый» и «Господин Гексоген», хотя и не имеет с ними сквозного сюжета.
Как один из наиболее ярых сторонников ГКЧП, в «Последнем солдате империи», А. Проханов не стесняясь в художественных образах и не ограничиваясь приличиями в сравнениях, резко и открыто критикует всех, оказавшихся в 1991 году по другую сторону баррикад, лишь сдержанно упрекая соратников по борьбе.
Тем не менее, противопоставляя в романе стороны конфликта, автор вынужден признать существование трагических и неоднозначных страниц в советской истории, пытаясь по-новому осмыслить и оправдать их.
Несмотря на сохранение верности уходящему коммунистическому режиму, прощаясь с уходящей эпохой, в романе А. Проханов оставляет открытым вопрос о дальнейшем пути развития России.
Поиск «русской идеи», идеи государства, эволюция взглядов писателя продолжаются и в более поздних произведениях, таких как «Господин Гексоген», «Политолог», «Пятая империя».
Демонстрирующий горячее сочувствие к сторонникам ГКЧП и крайне неприязненное отношение к последователям Б.Ельцина, роман получил полярные оценки среди российских читателей.

## Критика
По мнению некоторых литературоведов, роман «насыщен яркими образами фантасмагории», что служит поводом для упрёков в «прохановском „галлюцинозе“», в сравнении романа с триллером «Матрица» братьев Вачовски. Подобного взгляда на роман придерживаются такие критики, как Лев Данилкин, Д. Каспирович.

Он расширяет одни классы предметов и существ за счет сокращения других. Метафора — прохановский вызов природе, его способ подрыва устоявшихся классификаций и преобразования мира— Данилкин Л. Человек с яйцом. - М.: Ad Marginem . 2007.  С. 455.  –  ISBN 978-5-91103-012-4.
 Другие исследователи «Последнего солдата Империи» считают иначе и выступают на стороне автора. Например, В. Бондаренко и А. Брежнев полагают, что "события августа 1991 года нельзя описать иначе, как при помощи «психологических ассоциаций, образов, метафор, абстрактных аналогий» — «фантасмагорического концепта».
Отмечается, что своими метафорами Проханов «предлагает новое распределение предметов по категориям, новую таксономию мира. В „галлюцинаторных“ романах он пользуется метафорой не здесь и сейчас, а надолго, навсегда».

## А. Проханов о романе
…но, конечно же, я очень дорожу своим последним периодом — начиная с романа «Последний солдат Империи». Это была новая эстетика — я, наконец, прорвался сквозь несвободу к тем, находящимся во мне самом и в культуре технологиям и методикам, которые позволили мне сложиться в нового художника. Я не знаю, как назвать эту эстетику: скажем, магический реализм. Мне открылись адские преисподние жизни, босхианские, странные, упоительные кошмары — писать которые и сладостно, и страшно одновременно.

Для моего творчества это ключевой роман. Почему вся наша культура не считает его отражением, ждет чего-то другого, какой-то толстовской эпической вещи — мне трудно сказать. Я думаю, это связано ещё и с тем, что после 1991 года произошёл слом того, что называется советской литературой, и одновременно — упал интерес к реализму. Героем книг стал язык, филология, и вся постмодернистская литература перестала заниматься актуальными вещами. Описывать просто события, реальные характеры было немодно и неприлично. Что касается меня, то я абсолютно удовлетворен, что мне удалось быть прямым участником этих событий и зафиксировать это в своем романе.

«Я сам находился в состоянии паники. Бесы гнались за мной, они требовали моей казни… Я помню этот ужас мистический… Поэтому я писал свой роман, изображая правду фантасмагорическими средствами…»